# 南寧龍屬
南寧龍屬（屬名：Nanningosaurus）是鴨嘴龍科恐龍的一屬，化石發現於中國廣西南寧盆地，地質年代屬於晚白堊紀。南寧龍的化石是一個不完整的骨骸，包括：頭顱骨、手臂、以及骨盆。南寧龍的獨有衍徵包含：相當少的牙齒位置、纖細的肱骨、坐骨的末端寬廣而彎曲。南寧龍的敘述者提出一個系統發生學研究，認為南寧龍是種基礎賴氏龍亞科。南寧龍是中國南部第一個發現的鴨嘴龍科。模式種是大石南寧龍（N. dashiensis）。